# Centrino
Centrino, eg. Intel Centrino var en uppsättning kretsar för mobila bärbara persondatorer tillverkad av Intel Corporation 2003-2016. För att en dator skulle vara certifierad Centrino, måste datorn vara utrustad med en Pentium M-processor, samt WLAN. Den måste dessutom innehålla några speciella kretsar specificerade Intel. Syftet var att ge kraftfulla men strömsnåla kretsar för bärbara datorer.